# Pterostylis splendens
Pterostylis splendens är en orkidéart som beskrevs av David Lloyd Jones och Mark Alwin Clements. Pterostylis splendens ingår i släktet Pterostylis och familjen orkidéer.
Artens utbredningsområde är Nya Kaledonien. Inga underarter finns listade i Catalogue of Life.